# زمن سحيق
الزمن السحيق (بالإنجليزية: Deep time)‏ هو مفهوم الزمن الجيولوجي، تطور هذا المفهوم الفلسفي الحديث في القرن الثامن عشر من قبل العالم الاسكتلندي جيمس هوتون (بالإنجليزية: James Hutton)‏، ويقدر العلماء الجيولوجيين عمر كوكب الأرض بعد تاريخ طويل ومعقد من التطور بأنه حوال 4.55 بليون سنة.